# Augusto Bunge
Augusto Bunge (Buenos Aires, 25 de abril de 1877- Florida, 1 de agosto de 1943) fue un médico, escritor, traductor y político argentino, que sirvió cinco mandatos como diputado nacional (1916-1920, 1920-1924, 1924-1928, 1928-1930, y 1932-1936) en representación del Partido Socialista y luego por el Partido Socialista Independiente, formando parte de su fundación en 1927. Bunge también participó de la fundación del Partido Socialista Obrero en 1937. 

## Biografía
Augusto Bunge nació en la Capital Federal el 25 de abril de 1877, en el seno de una familia tradicional porteña integrada por Octavio Bunge, hijo de inmigrantes alemanes que llegó a integrar la Corte Suprema de Justicia entre 1892 y 1910, y de Luisa Rufina Arteaga. Tuvo ocho hermanos, entre los que se destacan Carlos Octavio, destacado jurista y filósofo, Delfina, escritora, poeta, ensayista y periodista, y Alejandro, destacado economista. 
Bunge cursó sus estudios primarios en la Deutsche Schule de Buenos Aires, colegio de la comunidad alemana de Buenos Aires. Hizo la secundaria en el Colegio Nacional de Buenos Aires, teniendo como compañero de curso a José Ingenieros, y completó sus estudios en el Colegio del Salvador. En el año 1893, ingresó a la Facultad de Medicina de la Universidad de Buenos Aires, egresando de la misma en el año 1900 como Doctor en Medicina. 
Bunge comenzó a participar activamente en política en el año 1896 cuando ingresó en el Centro Socialista Universitario, a instancias de su nuevamente compañero José Ingenieros y Ángel M. Giménez, uno de los pioneros del socialismo en la Argentina. Un año después ingresó en el Partido Socialista y poco tiempo después comenzó a colaborar en el diario La Vanguardia. En el año 1900 integró la lista de candidatos a diputados nacionales del PS por la Capital Federal, pero no fue electo. 
En 1904 fue convocado por el ministro Joaquín V. González, en compañía de otros dirigentes del socialismo argentino como José Ingenieros, Enrique del Valle Iberlucea, Manuel Ugarte, entre otros, para colaborar en la elaboración del Código de Trabajo que el ministro González quiso incorporar durante el gobierno del general Julio Argentino Roca pero que fue rechazado por el Congreso Nacional. 
En 1916, Bunge fue electo como diputado nacional por la Capital Federal por primera vez. Durante sus primeros tiempos en la banca como diputado nacional se desarrollaba la Primera Guerra Mundial. En abril de 1917 firmó  una declaración que solicitaba al presidente radical Hipólito Yrigoyen hacer uso de buques de marina de guerra para efectivizar el comercio argentino en el marco de la guerra submarina. Aun así, Bunge fue el único diputado socialista que mantuvo una postura neutralista en la guerra hasta el final del conflicto, a diferencia de sus otros compañeros socialistas que se mostraban a favor de romper relaciones con Alemania y declararles la guerra. 
Apoyó a los hombres que se manifestaban por la Reforma Universitaria en 1918. Para 1920 Bunge comenzó a adoptar posiciones terceristas dentro del Partido Socialista (aquellos que apoyaban la Revolución Rusa y buscaban que el partido se integrara en la Internacional Comunista), al igual que otros dirigentes como Enrique del Valle Iberlucea, Roberto Giusti, y otros, y a fines de ese año presentó su renuncia al partido en solidaridad con los afiliados expulsados por haber manifestado opiniones similares, aunque su renuncia no fue aceptada. 
A partir de 1923 se comenzó a dar una fuerte interna dentro del PS entre los aliados de Nicolás Repetto y los de Antonio De Tomaso, y entre el sector de los "profesionales" (en su mayoría abogados) contra los llamados "obreristas". Bunge apoyó al sector de De Tomaso. En enero de 1925 asumió la defensa de Federico Pinedo cuando su credencial de delegado no quiso ser aceptada por el Congreso del PS realizado en Córdoba, invocándose el hecho de que Pinedo se había casado por Iglesia.
La crisis interna que sufría el Partido Socialista estalló en 1927. El retiro por parte de Juan B. Justo del proyecto de intervención federal a la provincia de Buenos Aires, fundamentada en la protección al juego brindada por el gobernador radical Yrigoyenista, fue el detonante. El doctor Justo retiró el proyecto luego de una gestión personal de Hipólito Yrigoyen ante el fundador del socialismo, que se comprometió, en un paseo en automóvil por la Costanera. Algunos diputados encabezados por De Tomaso no aceptaban la resolución del bloque de diputados y llevaron el conflicto al comité ejecutivo, bajo propuesta de Bunge, donde se produjo un empate. A pesar de las gestiones conciliadoras de Mario Bravo, no se pudo evitar la división. El 7 de julio, Bunge junto a Antonio De Tomaso, Héctor González Iramain, Pinedo, Fernando de Andreis, Ricardo Belisle, Edmudo S. Tolosa, Juan F. Remedi, Pedro Revol, y Agustín S. Muzio integraron un nuevo bloque en la cámara de Diputados. El 7 de agosto de ese año, se reunió el Congreso Constituyente del nuevo partido, que adoptó el nombre de Socialista Independiente (PSI).  
En las elecciones legislativas de marzo de 1928, Bunge resultó electo diputado nacional por el nuevo Partido Socialista Independiente representando al distrito de la Capital Federal pero su mandato resultó interrumpido debido al golpe de Estado del 6 de septiembre de 1930. En agosto de 1930, Bunge había firmado el llamado "Manifiesto de los 44", en el cual diputados y senadores del socialismo independiente y del conservadurismo, denunciaron la violación de la Constitución Nacional por parte del gobierno de Hipólito Yrigoyen y convocaban a defender la legalidad y el cumplimiento de la Constitución. Bunge estuvo presente en la noche del 5 de septiembre cuando los parlamentarios firmantes del Manifiesto de los 44, en compañía del coronel José María Sarobe y el capitán Juan Domingo Perón, presentaron el manifiesto revolucionario en el diario Crítica, y durante la madrugada del 6 de septiembre estuvo en Campo de Mayo, junto a otros dirigentes del PSI, arengando a las tropas revolucionarias. 
Bunge sería nuevamente electo como diputado nacional por la Capital Federal luego de las elecciones generales de noviembre de 1931, y cumpliría su mandato entre el 20 de febrero de 1932 y el mismo día de 1936. En 1932 asumió la vicepresidencia de la Cámara de Diputados asignada al PSI por la Concordancia, aunque su desmesura ante ciertas acciones hizo que al año siguiente no fuera reelecto. Entre sus proyectos como diputado nacional se cuentan los de seguro nacional, de reforma de la ley de accidentes de trabajo, de la Caja Nacional de jubilaciones y de restablecimiento de relaciones diplomáticas y comerciales con la Unión Soviética.
En 1934, luego de las elecciones legislativas de marzo que llevó al PSI a verse diluidos en una lista en conjunto con el resto de la Concordancia, Bunge lideró la disidencia dentro del partido que se quejaba ante la falta de autonomía que sufrían los socialistas independientes dentro de la alianza gubernamental y denunció en un manifiesto al Consejo Directivo partidario, exigiendo la renuncia de ese cuerpo dirigente y la convocatoria a un Congreso. Luego de unos meses de una fuerte interna partidaria, el grupo disidente decidieron abandonar el PSI y constituir una nueva agrupación, que llevó el nombre de Partido Acción Socialista. Bunge quedó en su banca del Congreso al igual que los otros dos diputados disidentes.
A partir de 1935 la ideología de Bunge fue cambiando, pasando a tener ideas más cercanas con aquellas que intentaban defender la economía nacional y de apoyo a la URSS. En 1937 integró las filas del Partido Socialista Obrero, una agrupación formada por disidentes de izquierda del PS y que tuvo una vida efímera. 

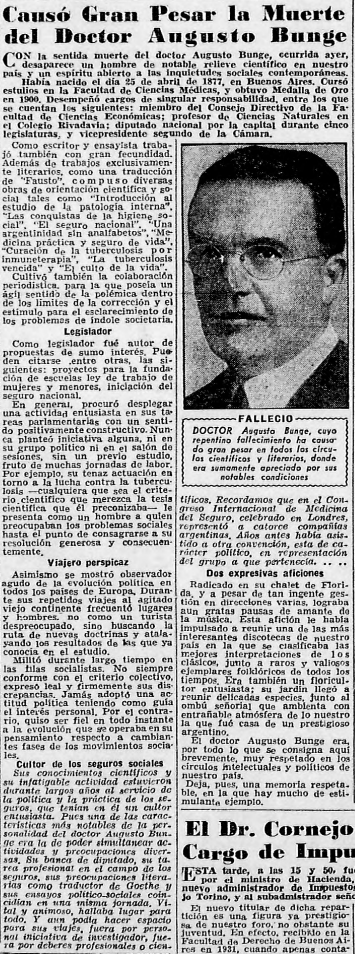
Artículo del diario Crítica por la muerte de Augusto Bunge.

En 1936 su casa en la localidad de Florida fue allanada por la policía provincial de Buenos Aires bajo pedido del gobernador Manuel Fresco. En esas circunstancias, Bunge rompió las relaciones de amistad que tenía con Roberto J. Noble, ministro de gobierno de Fresco, y a quien conocía desde sus tiempos en el socialismo. Durante la Segunda Guerra Mundial organizó auxilios a la URSS, presidiendo la Confederación Democrática Argentina de Ayuda a los Pueblos Libres, convirtiéndose en “compañero de ruta” del comunismo.
Bunge falleció el 1 de agosto de 1943 en su casa de la localidad de Florida a los 66 años. En vida había contraido matrimonio en dos oportunidades: con Belén Holmberg y en segundas nupcias con María Müser, una enfermera alemana que emigró a la Argentina a comienzos de la Primera Guerra Mundial. Como fruto de su segundo matrimonio nació el eminente filósofo, físico y epistemólogo Mario Bunge.